# Sven Fogelberg
Sven Fogelberg, född 14 april 1818 i Stehag, död 8 augusti 1900 i Lund, var en svensk orgelbyggare i Lund. Han var bror till orgelbyggarna Carl Johan Fogelberg och Kristian Fogelberg samt gift med Benedikta Engelbrektsson.
Fogelberg arbetade hos orgelbyggaren Pehr Lund i Lund och tog över hans verkstad 1845. Han avlade examen på 1850-talet. Han byggde cirka 50 orglar under åren 1842–1892 huvudsakligen i Skåne. De flesta orglarna hade 5–10 stämmor. Han samarbetade med sina bröder Carl Johan och Kristian Fogelberg. De byggde tillsammans orgeln i Kristinehamns kyrka.
Idag finns inga orglar bevarade. Endast några fasader finns bevarade.

## Biografi
Fogelberg föddes 14 april 1818 i Stehag och var son till ladufogden Nils Pehrsson Fogelberg (1784–1840) och Kjersti Rasmusdotter (1787–1869). Familjen flyttade 1829 till Skummeslövs socken.
Fogelberg bodde före 1835 i Hasslöv. 1835 flyttade han till nummer 17 i Helsingborg Där arbetade han som dräng hos stadskassören J. D. Mijsnar. 1836 flyttade han till nummer 1 i staden och arbetade som gjutare hos Hans Lenander.
1838 var han lärling och senare gesäll hos snickarmästaren Pehr Lund på nummer 99 i Lund. 1847 flyttade han till nummer 322.
Fogelberg var bosatt från 1849 på nummer 266 i Lund. 1857 flyttade han till Lidköping. Han flyttade tillbaka till Lund 1859 och bosatte sig på nummer 266. 1874 bosatte de sig på nummer 268 och orgelbyggaren Rasmus Nilsson kom att ta över hans förra tomt. 1875 flyttade de till nummer 373 i Lund. Fogelberg avled 8 augusti 1900 i Lund. Han är begravd på Norra kyrkogården i Lund.

## Familj
Fogelberg var gift med Benedicta Engelbrektsson (född 1828). Hon var dotter till hökaren Carl Engelbrektsson och Botilla Andersson.

## Lista över orglar
| År              | Ursprunglig kyrka          | Stift     | Bild | Manualer | Pedal | Stämmor | Bevarad orgel/fasad | Övrigt |
| --------------- | -------------------------- | --------- | ---- | -------- | ----- | ------- | ------------------- | --- |
| 1842 eller 1853 | Västra Karaby kyrka        | Lunds     |      |          |       | 11      | Nej/Nej             | En ny orgel byggdes 1897 av Salomon Molander & Co, Göteborg.                                                                   |
| 1844            | Valleberga kyrka           | Lunds     |      |          |       | 11      | Nej/Nej             | En ny orgel byggdes 1910 av Johannes Magnusson, Göteborg.                                                                      |
| 1853            | Västra Klagstorps kyrka    | Lunds     |      |          |       | 10      | Nej/Nej             | En ny orgel byggdes 1926 av A Mårtenssons Orgelfabrik AB, Lund.                                                                |
| 1853            | Höörs kyrka                | Lunds     |      |          |       | 8       | Nej/Nej             | En ny orgel byggdes 1890 av Salomon Molander & Co, Göteborg.                                                                   |
| 1854            | Höganäs kyrka              | Lunds     |      |          |       | 4 1/2   | Nej/Nej             | En ny orgel byggdes 1934 av Th Frobenius & Co, Lyngby, Danmark.                                                                |
| 1854            | Bjuvs kyrka                | Lunds     |      |          |       | 6       | Nej/Nej             | En ny orgel byggdes 1938 av Th Frobenius & Co, Lyngby, Danmark.                                                                |
| 1854            | Södra Åsums gamla kyrka    | Lunds     |      |          |       | 5 1/2   | Nej/Ja              | En ny orgel byggdes 1970 av Olof Hammarberg, Göteborg.                                                                         |
| 1855            | Oxie kyrka                 | Lunds     |      |          |       | 10      | Nej/Nej             | Orgeln såldes 1899 till Kverrestads kyrka. En ny orgel byggdes i Kverrestads kyrka 1964 av A Mårtenssons Orgelfabrik AB, Lund. |
| 1854 eller 1855 | Brandstads kyrka           | Lunds     |      |          |       | 5 1/2   | Nej/Nej             | En ny orgel byggdes 1923 av Eskil Lundén, Göteborg.                                                                            |
| 1855            | Ekeby kyrka, Skåne         | Lunds     |      |          |       | 8       | Nej/Nej             | EN ny orgel byggdes 1922 av A Mårtenssons Orgelfabrik AB, Lund.                                                                |
| 1856            | Dalköpinge kyrka           | Lunds     |      |          |       | 4       | Nej/Nej             | En ny orgel byggdes 1952 av Olof Hammarberg, Göteborg.                                                                         |
| 1856            | Örsjö kyrka                |           |      |          |       |         |                     | |
| 1856            | Bjällerups kyrka           | Lunds     |      |          |       | 7       | Nej/Nej             | En ny orgel byggdes 1934 av Olof Hammarberg, Göteborg.                                                                         |
| 1857            | Härslövs kyrka             | Lunds     |      |          |       | 10      | Nej/Nej             | En ny orgel byggdes 1937 av Th Frobenius & Co, Lyngby, Danmark.                                                                |
| 1857            | Gustav Adolfs kyrka, Viby  |           |      |          |       |         |                     | |
| 1858            | Kristinehamns kyrka        | Karlstads |      |          |       | 34      | Nej/Ja              | Byggdes tillsammans med Carl Johan Fogelberg. En ny orgel byggdes 1921 av E A Setterquist & Son, Örebro.                       |
| 1858            | Hjo kyrka                  |           |      |          |       |         |                     | |
| 1859            | Norra Vings kyrka          |           |      |          |       |         |                     | |
| 1859            | Bergs kyrka, Västergötland |           |      |          |       |         |                     | |
| 1859            | Reslövs kyrka              | Lunds     |      |          |       | 11      | Nej/Nej             | En ny orgel byggdes 1909 av Åkerman & Lund, Stockholm.                                                                         |
| 1859            | Långareds kyrka            |           |      |          |       |         |                     | |
| 1859 eller 1848 | Burlövs kyrka              | Lunds     |      |          |       | 8       | Nej/Nej             | En ny orgel byggdes 1931 av A Mårtenssons Orgelfabrik AB, Lund.                                                                |
| 1860            | Östra Nöbbelövs kyrka      | Lunds     |      |          |       | 11      | Nej/Nej             | En ny orgel byggdes 1938 av M J & H Lindegren, Göteborg.                                                                       |
| 1861 eller 1860 | Igelösa kyrka              | Lunds     |      |          |       | 6       | Nej/Nej             | En ny orgel byggdes 1955 av Wilhelm Hemmersam.                                                                                 |
| 1861            | Barkåkra kyrka             | Lunds     |      |          |       | 8       | Nej/Nej             | En ny orgel byggdes 1918 av A Mårtenssons Orgelfabrik AB, Lund.                                                                |
| 1861            | Trollenäs kyrka            | Lunds     |      |          |       | 13      | Nej/Ja              | En ny orgel byggdes 1958 av Frederiksborgs Orgelbyggeri, Hilleröd, Danmark.                                                    |
| 1863 eller 1867 | Östra Tommarps kyrka       | Lunds     |      |          |       | 14      | Nej/Nej             | En ny orgel byggdes 1934 av M J & H Lindegren, Göteborg.                                                                       |
| 1863            | Hovby kyrka                |           |      |          |       |         |                     | |
| 1864 eller 1863 | Västra Skrävlinge kyrka    | Lunds     |      |          |       | 13      | Nej/Nej             | En ny orgel byggdes 1931 av A Mårtenssons Orgelfabrik AB, Lund.                                                                |
| 1865 eller 1870 | Brösarps kyrka             | Lunds     |      |          |       | 8       | Nej/Ja              | En ny orgel byggdes 1961 av A Mårtenssons Orgelfabrik AB, Lund.                                                                |
| 1865            | Rebbelberga kyrka          | Lunds     |      |          |       | 8       | Nej/Nej             | En ny orgel byggdes 1918 av A Mårtenssons Orgelfabrik AB, Lund.                                                                |
| 1866            | Källby kyrka               |           |      |          |       |         |                     | |
| 1868            | Östra Hoby kyrka           | Lunds     |      |          |       | 9       | Nej/Nej             | En ny orgel byggdes 1924 av Åkerman & Lund, Sundbyberg.                                                                        |
| 1867            | Östraby kyrka              | Lunds     |      |          |       | 15      | Nej/Nej             | En ny orgel byggdes 1902 av Johannes Magnusson, Göteborg.                                                                      |
| 1868            | Borlunda kyrka             | Lunds     |      |          |       | 11      | Nej/Nej             | En ny orgel byggdes 1928 av A Mårtenssons Orgelfabrik AB, Lund.                                                                |
| 1870            | Järrestads kyrka           | Lunds     |      |          |       | 8       | Nej/Ja              | En ny orgel byggdes 1937 av M J & H Lindegren, Göteborg.                                                                       |
| 1872 eller 1871 | Gödelövs kyrka             | Lunds     |      |          |       | 6       | Nej/Nej             | En ny orgel byggdes 1948 av A Mårtenssons Orgelfabrik AB, Lund.                                                                |
| 1872            | Svedala kyrka              | Lunds     |      |          |       | 14      | Nej/Nej             | En ny orgel byggdes 1902 av Salomon Molander & Co, Göteborg.                                                                   |
| 1873 eller 1870 | Köpinge kyrka              | Lunds     |      |          |       | 12      | Nej/Nej             | En ny orgel byggdes 1943 av A Mårtenssons Orgelfabrik AB, Lund.                                                                |
| 1874 eller 1872 | Brågarps kyrka             | Lunds     |      |          |       | 8       | Nej/Nej             | En ny orgel byggdes 1920 av A Magnussons Orgelbyggeri AB, Göteborg.                                                            |
| 1875 eller 1852 | Knästorps kyrka            | Lunds     |      |          |       | 7       | Nej/Nej             | En ny orgel byggdes 1966 av I Starup & Sön, Köpenhamn.                                                                         |
| 1874 eller 1875 | Holmby kyrka               | Lunds     |      |          |       | 12      | Nej/Nej             | En ny orgel byggdes 1956 av Wilhelm Hemmersam, Köpenhamn.                                                                      |
| 1877            | Revinge kyrka              |           |      |          |       |         |                     | |
| 1877            | Risekatslösa kyrka         | Lunds     |      |          |       | 6       | Nej/Nej             | En ny orgel byggdes 1931 av Olof Hammarberg, Göteborg.                                                                         |
| 1878            | Vallby kyrka, Skåne        | Lunds     |      |          |       | 9       | Nej/Nej             | En ny orgel byggdes 1950 av Frederiksborgs Orgelbyggeri, Hilleröd, Danmark.                                                    |
| 1879            | Motala kyrka               |           |      |          |       |         |                     | |
| 1880 eller 1881 | Södra Sallerups kyrka      | Lunds     |      |          |       | 10      | Nej/Ja              | En ny orgel byggdes 1925 av A Mårtenssons Orgelfabrik AB, Lund.                                                                |
| 1883 eller 1884 | Dalby kyrka                | Lunds     |      |          |       | 18      | Nej/Ja              | En ny orgel byggdes 1960 av A Mårtenssons Orgelfabrik AB, Lund.                                                                |
| 1884            | Silvåkra kyrka             | Lunds     |      |          |       | 6       | Nej/Ja              | En ny orgel byggdes 1969 av J Künkels Orgelverkstad AB, Lund.                                                                  |
| 1885 eller 1886 | Löddeköpinge kyrka         | Lunds     |      |          |       | 8       | Nej/Nej             | En ny orgel byggdes 1963 av A Mårtenssons Orgelfabrik AB, Lund.                                                                |
| 1887            | Benestads kyrka            | Lunds     |      |          |       | 6       | Nej/Nej             | En ny orgel byggdes 1954 av A Mårtenssons Orgelfabrik AB, Lund.                                                                |
| 1888            | Gladsax kyrka              | Lunds     |      |          |       | 8       | Nej/Nej             | En ny orgel byggdes 1938 av M J & H Lindegren, Göteborg.                                                                       |
| 1892 eller 1872 | Stora Råby kyrka           | Lunds     |      |          |       | 6       | Nej/Nej             | En ny orgel byggdes 1946 av E A Setterquist & Son, Örebro.                                                                     |
|                 | Björnekulla kyrka          |           |      |          |       |         |                     | |
|                 | Bonderups kyrka            |           |      |          |       |         |                     | |

### Ombyggnationer
| År   | Ursprunglig kyrka | Stift | Bild | Manualer | Pedal | Stämmor | Bevarad orgel/fasad | Övrigt |
| ---- | ----------------- | ----- | ---- | -------- | ----- | ------- | ------------------- | --- |
| 1849 | Torrlösa kyrka    | Lunds |      |          |       |         | Ja (delvis)/Ja      | 1849 flyttade Fogelberg en orgel från Sankta Maria kyrka, Helsingborg till Torrlösa. Fogelberg satte upp orgeln i kyrkan, och tog bort ryggpositivet från den. Orgeln var troligen byggd 1628 av Johann Lorenzt och ombyggd 1641 av Johannes Buxtehude. En ny orgel byggdes 1962 av Th Frobenius & Co, Lyngby, Danmark. |

## Medarbetare
- 1846–1854 – Per Bengtsson Holmqvist (född 1825). Han var gesäll hos Fogelberg.
- 1842–1854 – Christian Nilsson Fogelberg. Han var gesäll hos Fogelberg.
- 1850–1853 – Lars Nilsson (född 1833). Han var lärling hos Fogelberg.
- 1852–1857, 1861–1862 – Elias Lundström (född 1831). Han var gesäll hos Fogelberg.
- 1857–1861, 1866–1869 – Pehr Johnsson (född 1832). Han var 1857 lärling hos Fogelberg. Han var mellan 1857 och 1861 orgelbyggargesäll hos Fogelberg. Han var från 1866 orgelbyggarelev hos Fogelberg.
- 1857 – Nils Åkesson (född 1839). Han var lärling hos Fogelberg.
- 1861–1862 – Rasmus Nilsson (1842–1921). Han var lärling hos Fogelberg.
- 1862–1864 – Göran Hansson Göransson (född 1829). Han var lärling hos Fogelberg.
- 1863–1864 – Anders Olsson (född 1845). Han var lärling hos Fogelberg.
- 1864–1865 – Fredrik Jönsson (född 1846). Han var lärling hos Fogelberg.